# Regino af Prüm
Regino af Prüm, (omkring 840 - 915 i Trier) var en tysk krønikeskriver.
Regino var 892-899 abbed i Prüm kloster. Han skrev en krønike (omfattende tiden fra Kristi fødsel til 906), "et af de tidigste forsøg at sammenfatte verdenshistorien i en temmelig udførlig fremstilling" (Wilhelm Wattenbach). Krøniken blev udgivet af Georg Heinrich Pertz i "Monumenta Germaniæ" (I, 1826). Regino skrev også om kirkeret og musik.